# وادي كلاغ
وادي كلاغ (بالملايوية: Lembah Klang)‏؛ (بالصينية: 巴生谷) هي تكتل حضري في ماليزيا يتمركز في الأراضي الاتحادية في كوالالمبور وبوتراجاي، ويشمل المدن والبلدات المجاورة لها في ولاية سلاغور.
وادي كلاغ محدد جغرافيًا بجبال تيتيوانجسا إلى الشمال والشرق ومضيق ملقا إلى الغرب. يمتد إلى راوانغ في الشمال الغربي، وسمينية في الجنوب الشرقي، وكلاغ وميناء كلاغ في الجنوب الغربي. به العديد من المناطق الحضرية وهي قلب الصناعة والتجارة في ماليزيا. حسب تعداد عام 2020، يعد وادي كلانج موطنًا لما يقرب من 8 ملايين شخص.